# Coenosia insurgens
Coenosia insurgens är en tvåvingeart som först beskrevs av Walker 1856.  Coenosia insurgens ingår i släktet Coenosia och familjen husflugor. Inga underarter finns listade i Catalogue of Life.